# Фоточувствительные приборы
Фоточувствительные приборы (приемники света) — устройства, предназначенные для обнаружения и/или измерения оптического излучения с помощью преобразования энергии излучения в другие её виды (в электрический сигнал, в видимое изображение). Фоточувствительные приборы включают в себя фотоэлектрические, фотоэлектронные и тепловые приборы.:5 Приемники света более широкое понятие, включает в себя не только приборы, выдающие электрический сигнал, но и крутильные весы, фотографические материалы, глаза живых существ.

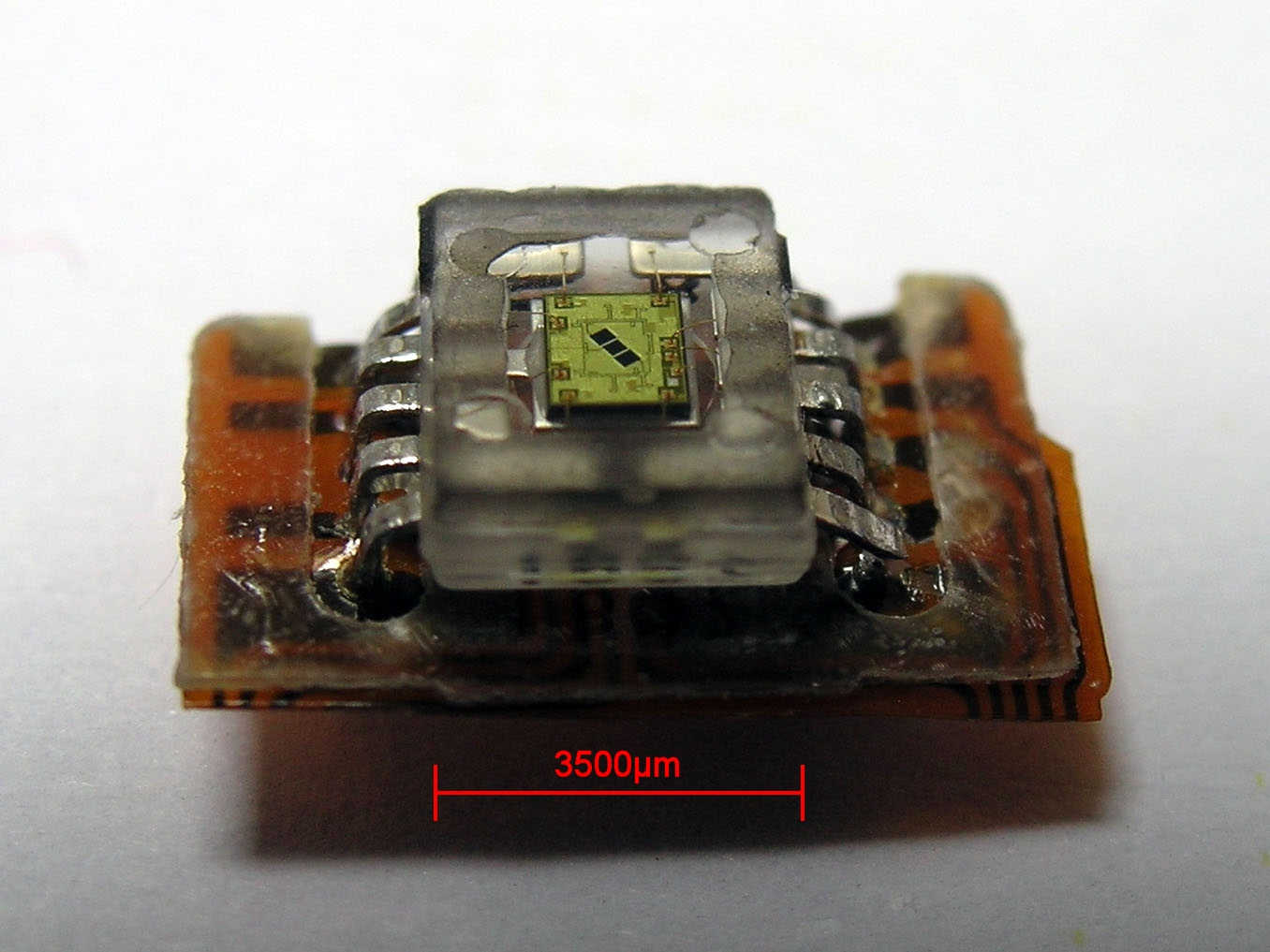
Фотоприёмное устройство для CD-дисковода

## Фотографические
Химические детекторы, такие как фотопластинки, в котором молекула галогенида серебра разделяется на атом металлического серебра и атом галогена. Проявитель аналогично вызывает разделение соседних молекул.

## Фотоэлектрические
- Активно-пиксельный датчик (APS) — светочувствительная матрица. Обычно изготавливается по технологии КМОП, также известен как КМОП-датчик. APS обычно используются в камере мобильного телефона, веб-камерах, и некоторых DSLR.
- Приборы с зарядовой связью (ПЗС), которые используются для записи изображений в астрономии, цифровой фотографии и цифровом кинематографе. До 1990-х годов, фотопластинки были наиболее распространены в астрономии. Следующее поколение астрономических инструментов, таких как Astro-EII, содержат криогенные детекторы[англ.].
- Криогенные детекторы частиц[англ.] достаточно чувствительны, чтобы измерить энергию одного фотона рентгеновского, видимого и инфракрасного излучения[3].
- Светодиоды, которые обратносмещены в качестве фотодиодов. света[англ.].
- Фоторезисторы или LDR (Light Dependent Resistors), которые изменяют сопротивление в соответствии с интенсивностью света. Обычно сопротивление LDR уменьшается с увеличением интенсивности света, падающего на него[4].
- Фотовольтарические ячейки или солнечные батареи, которые создают напряжение и вырабатывают электрический ток когда освещены.
- Фотодиоды, которые могут работать в фотоэлектрическом режиме или фотопроводящем режиме.
- Фототранзисторы, которые действуют как усиливающие фотодиоды.
- Фотопроводники с квантовой точкой или фотодиоды, которые могут улавливать длины волн в видимой и инфракрасной областях спектра.

## Фотоэлектронные
- Фотоумножительные трубки, содержащие фотокатод, который испускает электроны когда освещается, электроны затем усиливаются цепью динодов.
- Электровакуумные фотоэлементы[англ.] содержащие фотокатод, излучающий электроны при освещении, так что проводят ток, пропорциональный интенсивности света.

## Тепловые
- Оптические детекторы, которые эффективны как термометры, реагирующие на тепловой эффект входящего излучения, такие как болометры, пироэлектрические детекторы, ячейки Голея, термопары и термисторы, но два последних гораздо менее чувствительны.

## Частотный диапазон
В 2014 году найден метод расширения частотного диапазона фотодетекторов на основе полупроводников до более длинных волн с более низкой энергией. Добавление источника света к устройству по сути дела «заряжало» детектор  так, что при наличии длинных волн он срабатывал от длин волн, которым в противном случае не хватало энергии для этого.